# Erbgroßherzogliches Palais

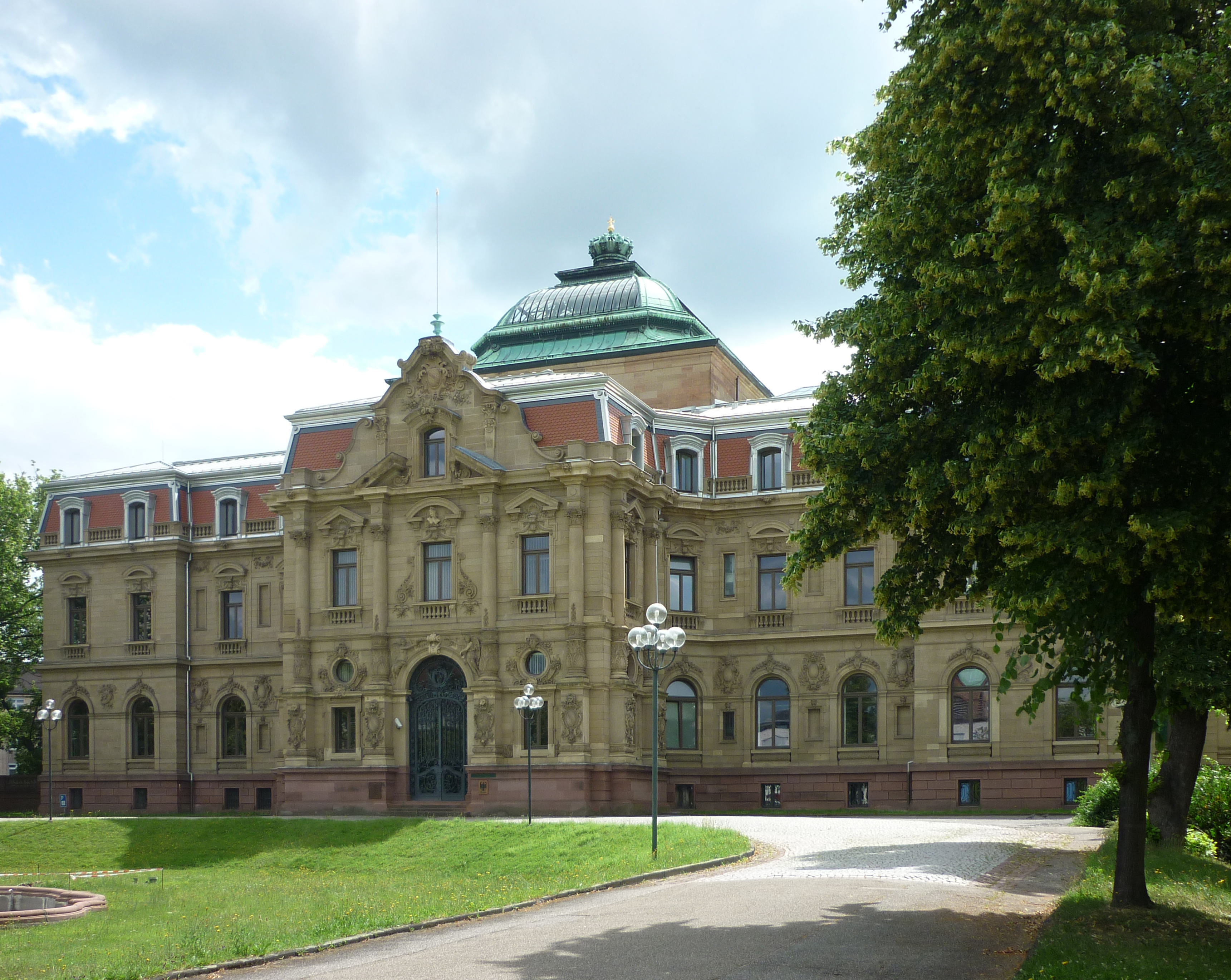
Erbgroßherzogliches Palais nach Wiederherstellung des historischen Mansarddachs, 2012

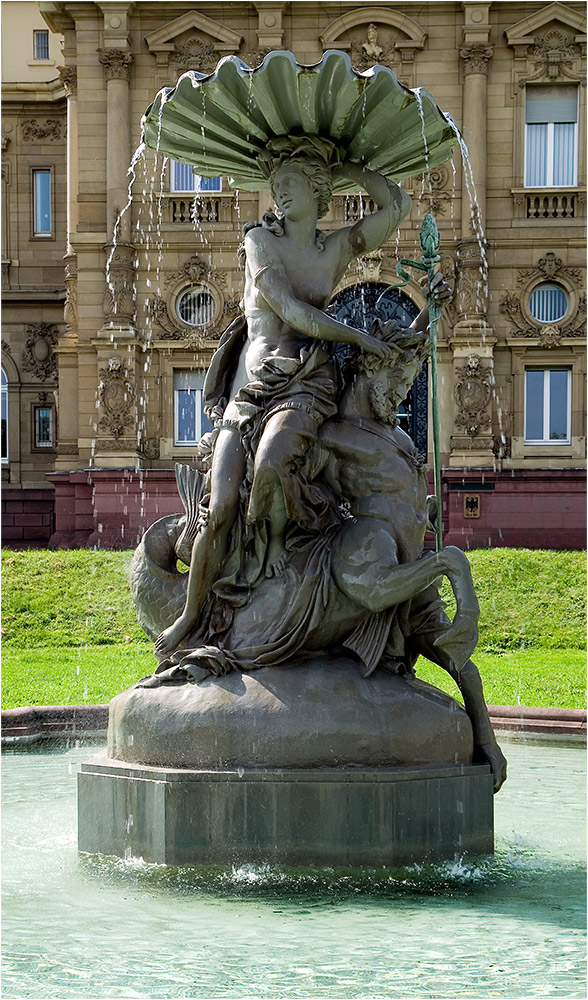
Galatea-Brunnen

Das Erbgroßherzogliche Palais wurde von 1891 bis 1897 als Wohnsitz für Erbgroßherzog Friedrich II. und dessen Gemahlin Hilda von Nassau in Karlsruhe an der Kriegsstraße errichtet. Nach Entwürfen von Josef Durm im Stil des Neobarocks verwirklicht, ging das Palais nach der Abdankung der Großherzöge von Baden 1918 in den Besitz der neuen Republik Baden über. Im Zweiten Weltkrieg wurden die Glaskuppel und das Mansarddach des Palais vollständig zerstört und 2012 wiederaufgebaut. Seit Oktober 1950 dient das Gebäude als Sitz des Bundesgerichtshofs.

## Geschichte
An der Stelle des späteren Erbgroßherzoglichen Palais wurde im Jahr 1817 von Friedrich Weinbrenner ein klassizistisches Gartenschlösschen gebaut, das als Witwensitz der Großherzogin Sophie, und später dem Großherzog Friedrich I. von Baden bis zu seinem Amtsantritt im Jahr 1852 für einige Zeit als Wohnsitz diente.
Dazu gehörte ein Gärtnerhaus, das heute als sogenanntes Weinbrennergebäude vom Bundesgerichtshof genutzt wird.
Der Rest der Schlossanlage wurde abgerissen und anschließend das Erbgroßherzogliche Palais nach Plänen Josef Durms von 1891 bis 1897 im Stil des Neobarocks für den damaligen Erbgroßherzog, späteren Großherzog Friedrich II. von Baden (1857–1928) und seine Frau Hilda von Nassau (1864–1952) erbaut.
Als Friedrich 1907 seinem Vater auf den Thron folgte, blieben beide dort wohnen.
Im Zweiten Weltkrieg wurden das Dachgeschoss und die Dachkuppeln des Gebäudes zerstört.
1950 wurde das Palais dem Bundesgerichtshof und der Bundesanwaltschaft zugeteilt. Ende der Neunzigerjahre wurde es erweitert.
Im Jahr 2012 wurde das historische Mansarddach rekonstruiert.
Im ersten Stock des Gebäudes wurde 1957 eine marmorne Gedenktafel eingelassen, die an 34 Richter und Anwälte des Leipziger Reichsgerichts und der Reichsanwaltschaft erinnert, die nach Ende der NS-Herrschaft 1945 und 1946 in Deutschland in sowjetischer Gefangenschaft starben. Die Tafel hatte in den ersten zwanzig Jahren einen blumengeschmückten, altarähnlichen Vorbau und ein Kondolenzbuch. Sie wurde 2018 um eine Plakette und 2021 um eine Stelltafel ergänzt, die auf das nationalsozialistische Unrechtssystem hinweist, an dem diese Juristen mitwirkten, von denen 23 Mitglieder der NSDAP waren. Im Erdgeschoss des Palais wurde außerdem eine Stele als Mahnmal für die Opfer der NS-Justiz aufgestellt.

## Architektur

### Fassade und Baukörper
Während sich der Entwurf äußerlich an barocken Lustschlössern des 18. Jahrhunderts orientiert, werden im Innenraum stilistische Elemente des Rokoko wiederaufgegriffen. Das Bauwerk verfügt über zwei Vollgeschosse und ein ausgebautes Mansarddach. Aus der repräsentativen nordöstlichen Schaufassade in Richtung des Gartens tritt ein mächtiger Risalit hervor, der durch vier komposite Säulen gegliedert wird und drei Fensterachsen aufweist. Zentral befindet sich darin ein großes Rundbogenportal, das über ein kunstvolles schmiedeeisernes Gitter verfügt. Die zwei mittleren Säulen tragen einen gesprengten Giebel, über dem sich wiederum als Abschluss des Risalits ein Schweifgiebel befindet.
Der südwestliche Risalit zur Kriegsstraße weist über fünf Fensterachsen auf. Zwei junge Atlantenhermen tragen einen im zweiten Obergeschoss befindlichen Balkon mit schmiedeeiserner Brüstung. Bekrönt wird der Risalit durch ein Tympanon, in dem sich zwei geflügelte weibliche Allegorien befinden. Neben dem Tympanon ist beidseits jeweils eine kupferne Trophäe angeordnet.
Zentral aus dem Palais erhebt sich ein Tambour, der wiederum eine kupferbedeckte Kuppel trägt, auf der sich eine monumentale badische Krone befindet. Innerhalb der Kuppel sind Glasöffnungen eingebracht, die zur Belichtung des innenliegenden Treppenhauses dienen.

## Gartenanlage
Die genutzte Liegenschaft umfasst eine Fläche von rund vier Hektar, eingebettet in ein parkähnlich gestaltetes Außengelände. Das Erscheinungsbild der Gartenanlage unterlag in den letzten 140 Jahren einem steten Wechsel und hat sich mit den Erweiterungen des Bundesgerichtshofs gewandelt.
Die wesentlichen Gelände-Gestaltungsmerkmale auf der Nordseite des auf einem künstlichen Hügel entstandenen Palais wurden im Jahr 1817 durch den damaligen großherzoglich badischen Oberbaudirektor Friedrich Weinbrenner im Zusammenhang mit der Planung eines Gartenpalais entworfen und umgesetzt.
Der Garten auf der Südseite des Palais (der zur Kriegsstraße gerichteten Seite) wurde Ende des 19. Jahrhunderts im Zuge der Erweiterung des ursprünglichen Gartenschlösschens durch den damaligen Vorstand der Baudirektion, Josef Durm, neu gestaltet. Kernstück war unter anderem eine in sechs Stufen von einer Terrasse hinabführende und in einem runden Bassin mit Fontäne mündende Kaskade. Mit Ausnahme der Terrasse, die im Jahr 2006 generalsaniert wurde, fiel die Kaskade im Jahr 1970 dem autogerechten Ausbau der Kriegsstraße und des Karlstors zum Opfer. Der heute vorhandene Galatea-Brunnen von Karl Friedrich Moest fand seinen Standort beim Bundesgerichtshof dagegen erst im Jahr 1954.
Solange die Behörde des Generalbundesanwalts beim Bundesgerichtshof ebenfalls auf dem Gelände in der Herrenstraße untergebracht war, mussten große Teile des Gartens mangels anderer Alternativen zurückgebaut und als Parkplätze genutzt werden. Mit dem Umzug der Bundesanwaltschaft in das neu errichtete Gebäude in der Brauerstraße und der Erweiterung des Bundesgerichtshofs im Jahr 2003 konnte eine ursprünglich geplante Tiefgarage aus Kostengründen nicht realisiert werden. Dennoch erhielt der Garten viele Elemente seiner ursprünglichen Charakteristik zurück. Hierzu zählen insbesondere die weiten Rasenflächen und der alte Baumbestand.
Trotz des Wegzugs der Bundesanwaltschaft wurde die Parkanlage der Öffentlichkeit bislang aufgrund der seit dem Jahr 2001 verschärften Sicherheitslage nicht zugänglich gemacht.